# Словачка на Европском првенству у атлетици на отвореном 2018.
Словачка је учествовала на 24. Европском првенству у атлетици на отвореном 2018. одржаном у Берлину, (Немачка), од 6. до 12. августа 2018. године. Ово је било девето европско првенство у атлетици на отвореном на којем је Словачка наступила. Репрезентацију Словачке представљало је 19 спортиста (11 мушкараца и 8 жена) који су се такмичили у 17 дисциплина (9 мушких и 8 женских).
У укупном пласману Словачка је са 1 (сребрна) освојеном медаљом дели 21. место. У табели успешности према броју и пласману такмичара који су учествовали у финалним такмичењима (првих 8 такмичара) Словачка је са 4 учесника у финалу заузела 25. место са 12 бодова.
| Пл. | Земља    | 1. место | 2. место | 3. место | 4. место | 5. место | 6. место | 7. место | 8. место | Бр. фин. | Бодови |
| --- | -------- | -------- | -------- | -------- | -------- | -------- | -------- | -------- | -------- | -------- | ------ |
| 25. | Словачка | -        | 1-7      | -        | -        | -        | 1-3      | -        | 2-2      | 4        | 12     |

## Учесници
| Мушкарци: - Јан Волко — 100 м, 200 м - Шимон Бујна — 100 м, 200 м - Тибор Сахајда — Маратон - Мартин Кучера — 400 м препоне - Мирослав Урадник — 20 км ходање - Матеј Тот — 50 км ходање - Душан Мајдан — 50 км ходање - Лукаш Бер — Скок увис - Матуш Бубеник — Скок увис - Томас Веселка — Троскок - Марцел Ломницки — Бацање кладива | Жене: - Александра Безекова — 200 м, 400 м, 4 х 400 м - Ивета Путалова — 400 м, 4 х 400 м - Габриела Гајанова — 800 м, 4 х 400 м - Данијела Ледецка — 400 м препоне, 4 х 400 м - Ема Заплеталова — 400 м препоне, 4 х 400 м - Марија Чакова — 50 км ходање - Мартина Храшнова — Бацање кладива - Луција Вадлејч — Седмобој |  |

## Освајачи медаља (1)

### Сребро (1)
- Матеј Тот — Ходање 50 км

## Резултати

### Мушкарци
| Атлетичар        | Дисциплина     | Лични рекорд | Квалификације         | Квалификације         | Полуфинале           | Полуфинале           | Финале                | Финале            | Детаљи |
| Атлетичар        | Дисциплина     | Лични рекорд | Резултат              | Место                 | Резултат             | Место                | Резултат              | Место             | Детаљи |
| ---------------- | -------------- | ------------ | --------------------- | --------------------- | -------------------- | -------------------- | --------------------- | ----------------- | ------ |
| Шимон Бујна      | 100 м          | 10,42        | 10,53                 | 7. у гр. 3            | Није се квалификовао | Није се квалификовао | Није се квалификовао  | 38 / 51           |        |
| Јан Волко        | 100 м          | 10,13 НР     | 10,32 КВ              | 2. у гр. 1            | 10,31                | 5. у гр. 2           | Није се квалификовао  | 13 / 51           |        |
| Јан Волко        | 200 м          | 20,24 НР     | Директно у полуфинале | Директно у полуфинале | 20,58                | 3. у гр. 1           | Није се квалификовао  | 13 / 45           |        |
| Шимон Бујна      | 200 м          | 20,67        | 10,53                 | 7. у гр. 3            | Није се квалификовао | Није се квалификовао | Није се квалификовао  | 34 / 45           |        |
| Тибор Сахајда    | Маратон        | 2:18:44      |                       |                       |                      |                      | Није завршио трку     | Није завршио трку |        |
| Мартин Кучера    | 400 м препоне  | 49,08        | 50,75 КВ              | 2. у гр. 2            | 50,30 ЛРС            | 4. у гр. 1           | Нису се квалификовали | 18 / 36 (37)      |        |
| Мирослав Урадник | 20 км ходање   | 1:24:09      |                       |                       |                      |                      | 1:25:44               | 22 / 23 (28)      |        |
| Матеј Тот        | 50 км ходање   | 3:34:38 НР   | 3:47:27               |                       |                      |                      |                       |                   |        |
| Душан Мајдан     | 50 км ходање   | 3:53:26      | 3:59:21 ЛРС           | 15 / 26 (36)          |                      |                      |                       |                   |        |
| Матуш Бубеник    | Скок увис      | 2,31 д       | 2,16                  | 9. у гр. А            |                      |                      | Нису се квалификовали | 20 / 27 (28)      |        |
| Лукаш Бер        | Скок увис      | 2,28 д       | 2,16                  | 12. у гр. Б           |                      |                      | Нису се квалификовали | 20 / 27 (28)      |        |
| Томас Веселка    | Троскок        | 16,63        | 16,41 кв              | 7. у гр. Б            | 16,48                | 8 / 21 (24)          |                       |                   |        |
| Марцел Ломницки  | Бацање кладива | 79,16        | 75,08 кв              | 4. у гр. Б            | 72,74                | 11 / 30              |                       |                   |        |

### Жене
| Атлетичарка          | Дисциплина     | Лични рекорд | Квалификације   | Квалификације | Полуфинале            | Полуфинале            | Финале                | Финале      | Детаљи |
| Атлетичарка          | Дисциплина     | Лични рекорд | Резултат        | Место         | Резултат              | Место                 | Резултат              | Место       | Детаљи |
| -------------------- | -------------- | ------------ | --------------- | ------------- | --------------------- | --------------------- | --------------------- | ----------- | ------ |
| Александра Безекова  | 200 м          | 23,44        | 23,93           | 7. у гр. 2    | Нису се квалификовале | Нису се квалификовале | Нису се квалификовале | 32 / 36     |        |
| Александра Безекова  | 400 м          | 52,46        | 52,88           | 8. у гр. 1    | Нису се квалификовале | Нису се квалификовале | Нису се квалификовале | 31 / 43     |        |
| Ивета Путалова       | 400 м          | 52,18        | 53,21           | 6. у гр. 3    | Нису се квалификовале | Нису се квалификовале | Нису се квалификовале | 34 / 43     |        |
| Габриела Гајанова    | 800 м          | 2:01,90      | 2:02,57         | 7. у гр. 4    | Нису се квалификовале | Нису се квалификовале | Нису се квалификовале | 16 / 32     |        |
| Данијела Ледецка     | 400 м препоне  | 57,94        | 57,81           | 6. у гр. 1    | Нису се квалификовале | Нису се квалификовале | Нису се квалификовале | 28 / 33     |        |
| Ема Заплеталова      | 400 м препоне  | 56,52        | 58,46           | 6. у гр. 2    | Нису се квалификовале | Нису се квалификовале | Нису се квалификовале | 30 / 33     |        |
| Ема Заплеталова²     | 4 х 400 м      | 3:31,66 НР   | 3:32,11 кв, НРС | 4. у гр. 1    |                       |                       | 3:32,22               | 8 / 16      |        |
| Ивета Путалова²      | 4 х 400 м      | 3:31,66 НР   | 3:32,11 кв, НРС | 4. у гр. 1    |                       |                       | 3:32,22               | 8 / 16      |        |
| Данијела Ледецка²    | 4 х 400 м      | 3:31,66 НР   | 3:32,11 кв, НРС | 4. у гр. 1    |                       |                       | 3:32,22               | 8 / 16      |        |
| Александра Безекова² | 4 х 400 м      | 3:31,66 НР   | 3:32,11 кв, НРС | 4. у гр. 1    |                       |                       | 3:32,22               | 8 / 16      |        |
| Марија Чакова        | 50 км ходање   | 4:14:25 НР   |                 |               |                       |                       | 4:24:59               | 6 / 14 (19) |        |
| Мартина Храшнова     | Бацање кладива | 76,90 НР     | 66,37           | 7. у гр. А    |                       |                       | Није се квалификовала | 18 / 28     |        |

- Такмичарке у штафети обележене бројем трчале су и у појединачним дисциплинама.

#### Седмобој
| Дисциплина    | Катарина Цахова | Катарина Цахова | Катарина Цахова | Катарина Цахова | Катарина Цахова | Катарина Цахова |
| Дисциплина    | Лич. рек.       | Резултат        | Бод.            | Плас.           | Укупно          | Плас.           |
| ------------- | --------------- | --------------- | --------------- | --------------- | --------------- | --------------- |
| 100 м препоне | 13,88           | 13,98 ЛРС       | 981             | 18.             | 981             | 18.             |
| Скок увис     | 1,77            | 1,67            | 818             | 27.             | 1.799           | 28.             |
| Бацање кугле  | 12,17           | 12,00           | 661             | 25.             | 2.460           | 27.             |
| 200 м         | 24,26           | 24,20 ЛР        | 962             | 9.              | 3.422           | 23.             |
| Скок удаљ     | 6,37            | 6,20            | 812             | 9.              | 4.334           | 20.             |
| Бацање копља  | 44,02           | 48,71 ЛР        | 835             | 7.              | 5.169           | 15.             |
| 800 м         | 2:11,71         | Диск.           | 0               |                 | 5.169           | 22.             |
| Седмобој      | 6.103 НР        |                 |                 |                 | 5.169           | 22 / 22 (29)    |